# Emil Zimmermann
Emil Zimmermann (10. září 1891, Třebíč – 2. března 1962, Uherské Hradiště) byl český voják.

## Biografie
Emil Zimmermann se narodil v roce 1891 v Třebíči, absolvoval obecnou školu a gymnázium v Třebíči, kde odmaturoval roku 1910. Mezi lety 1910 a 1912 studoval Právnickou fakultu Univerzity Karlovy v Praze; absolvoval jednoletou dobrovolnou vojenskou službu. V srpnu roku 1914 byl mobilizován a nastoupil k pěšímu pluku 81, který bojoval v Karpatech. V dubnu roku 1915 byl zajat ruskou armádou, ale následně v srpnu vstoupil do československých legií a stal se součástí 1. roty v Kyjevě. Postupně byl povýšen roku 1917 na praporčíka a působil při náboru dobrovolníků. V srpnu roku 1917 přešel do 8. roty střeleckého pluku 7. V roce 1919 se stal velitelem strážního oddílu a v lednu téhož roku byl povýšen na poručíka a v dubnu roku 1920 byl povýšen na kapitána. Posléze působil jako zástupce veřejného žalobce plukovního soudu a v červenci 1920 se vrátil do Československa, následně absolvoval repatriační dovolenou.
Od roku 1921 působil u pěšího pluku 25 v Banské Bystrici, kde velel 9. rotě. Následně 1. března 1922 byl převelen do Vojenské kanceláře prezidenta republiky, kde pracoval do roku 1928, posléze působil jako velitel praporu pěšího praporu 5 v Praze a od roku 1929 působil jako velitel pěšího praporu 28. V roce 1931 se stal velitelem pěšího pluku 42 Terezíně a od roku 1935 byl velitelem cyklistického praporu 1, tam pracoval do roku 1938. V roce 1938 nastoupil na pozici zástupce velitele pěšího pluku 27 v Uherském Hradišti. Od roku 1939 působil jako ředitel Zemského úřadu pro péči o válečné poškozence, ale hned v prosinci 1940 odešel do výslužby.
V roce 1944 nastoupil do pozice tajemníka Slováckého muzea, ale v květnu 1945 se vrátil do armády, velel pěšímu pluku 27 a posléze působil jako vojenský pověřenec ONV Uherského Hradiště a od roku 1946 působil jako velitel zajateckého tábora ve Znojmě. V roce 1948 pak odešel do výslužby.

## Vyznamenání
- Československý válečný kříž 1918
- Řád sokola s hvězdou
- Československá revoluční medaile
- Československá medaile Vítězství
- Polský řád Polonia Restitute